# Гадание по И цзину на стеблях тысячелистника

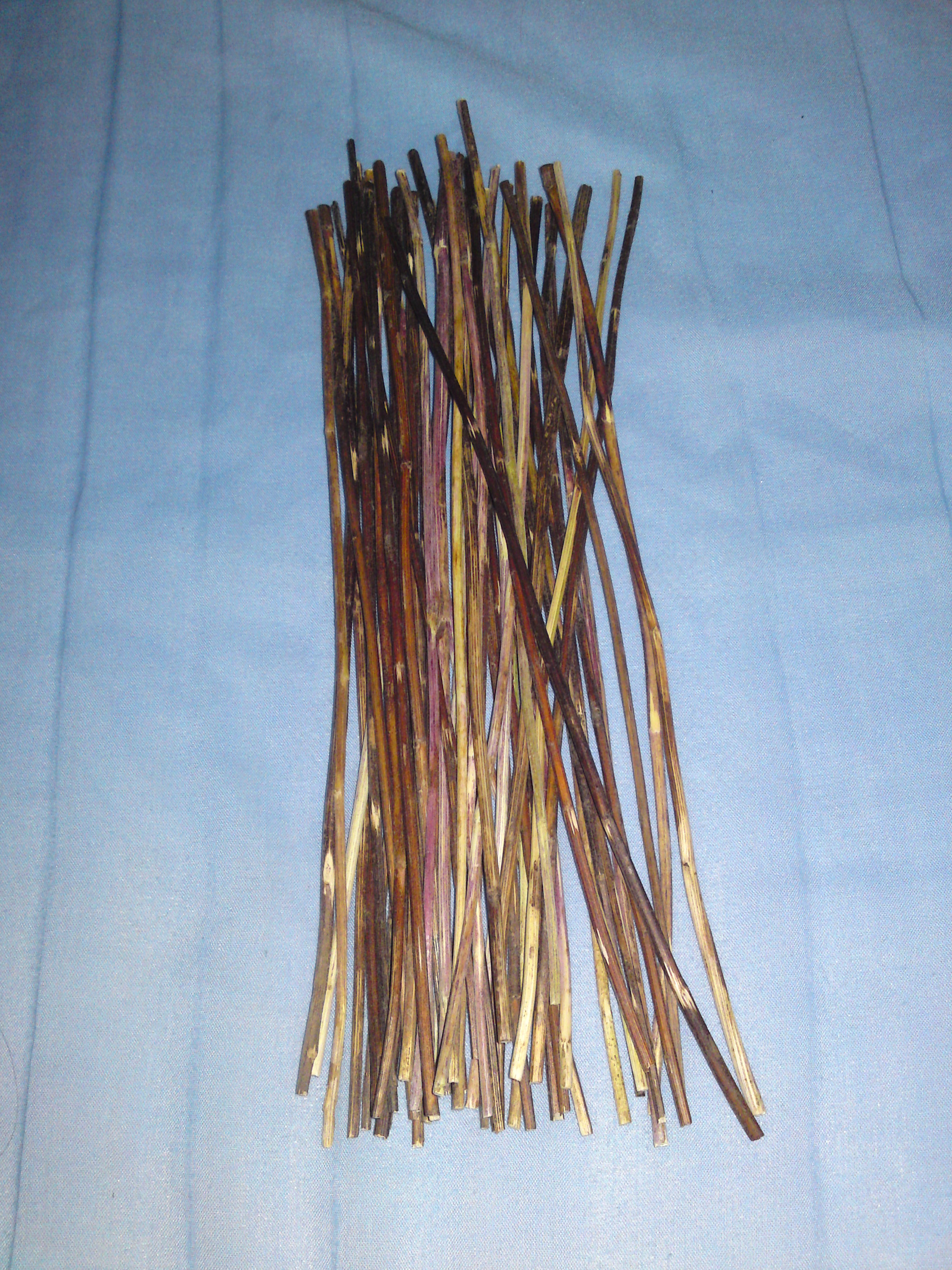
Стандартный набор для гадания по И-цзину из 50 стеблей тысячелистника

Гадание по И-цзину на стеблях тысячелистника (易筮 yìshì) — один из древнейших способов гадания в древнем Китае, который пришел на смену гаданию на панцирях черепахи. Разновидность библиомантии. Процесс гадания описан в «Комментарии к присоединенным изречениям» (周易•繫辭傳).
В качестве гадательных бирок используют высушенные стебли тысячелистника длиной 30-50 см в количестве 50 штук. Их можно заменить бамбуковыми или деревянными палочками. Бирки для гадания хранятся в специальной коробке, вместе с экземпляром «И-цзина», завернутым в шёлк. Этим куском шёлка покрывают небольшой столик, за которым происходит гадание. На шелк выкладываются гадательные бирки и «И-цзин». Перед началом гадания гадальщик зажигает курильницу, садится на пятках лицом к югу и совершает три земных поклона, затем, зажав в правой руке стебли, плавными круговыми движениями по часовой стрелке трижды проносит их сквозь дым курильницы.
Число пятьдесят символизирует 10 небесных стволов, 12 земных ветвей и 28 зодиакальных созвездий («стоянок луны»), и называется «Великое распространение» (大衍之數).
В результате гадания получают одну или две гексаграммы и приступают к их толкованию. После завершения всего процесса гадания гадальщик опять совершает три поклона в сторону юга и складывает стебли и книгу с шёлком в коробку.

## Техника гадания
От пучка отделяется один стебель и кладется в коробку. В дальнейшем он не используется. Далее начинается сам процесс гадания, который состоит из 18 этапов (изменений).
Первое изменение:
1. Пучок кладут на стол и правой рукой быстро делят на две части. Это действие символизирует, как Великий предел 太極 рождает Два Начала 兩儀 (Небо и Землю, или Ян и Инь).
2. Из правого пучка берётся одна бирка и зажимается между мизинцем и безымянным пальцем левой руки. Этот жест символизирует Три начала 三才 (Небо, Земля и Человек)

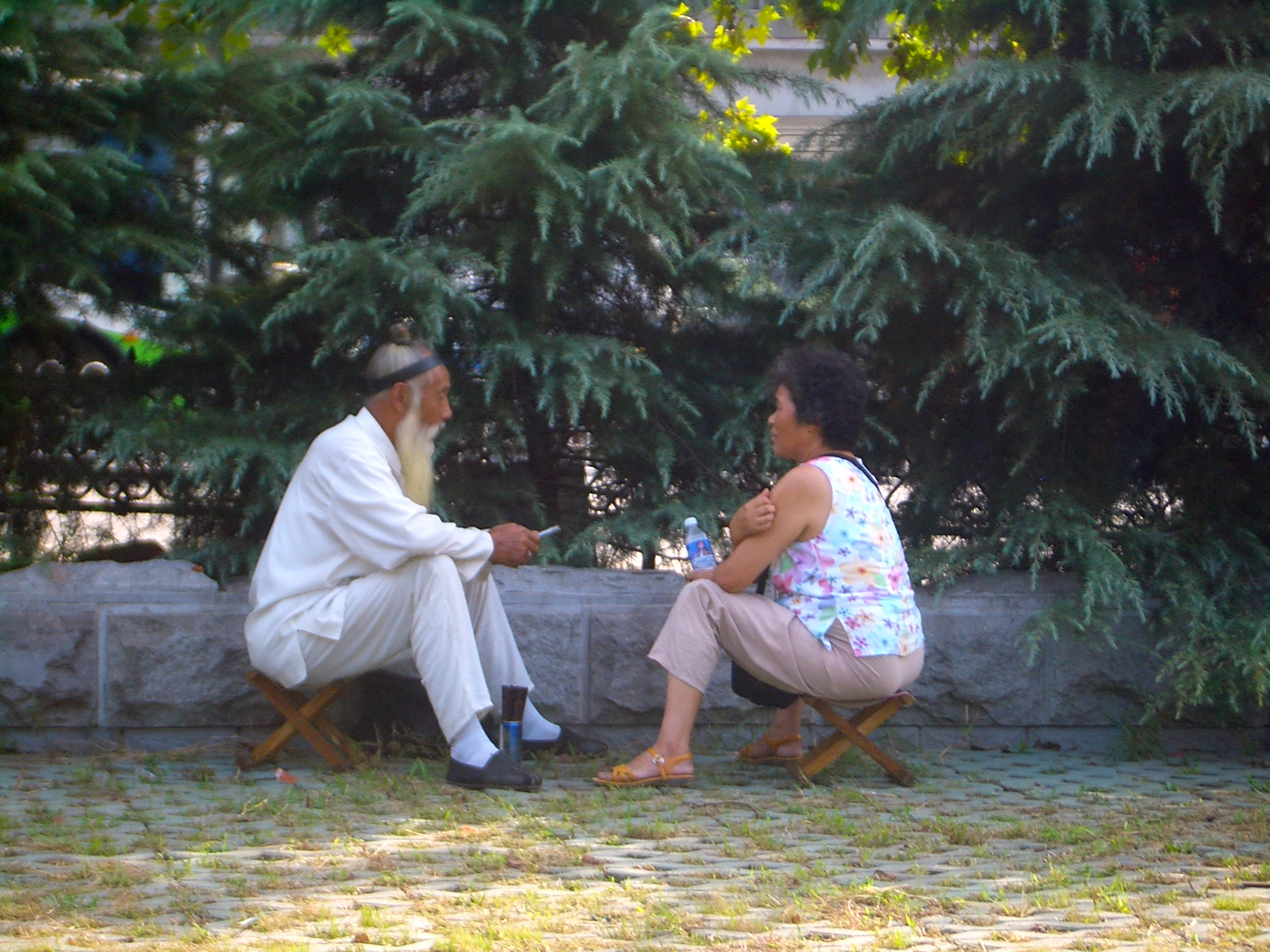
Гадальщик с клиенткой возле даосского храма «Чан-чунь» («Вечная весна») в г. Ухань. У его ног — пенал с принадлежностями.

3. Правой рукой из левого пучка отсчитывается по четыре бирки. Это действие символизирует четыре сезона 四時. Остаток — 1, 2, 3 или 4 палочки зажимаются между безымянным и средним пальцем левой руки. Это действие символизирует добавочный месяц по лунному календарю 閏月.
4. Теперь отсчитывают по четыре бирки из правого пучка. Остаток — 3, 2, 1 или 4 стебля зажимают между средним и указательным пальцем. Это действие указывает, что на пять лет приходится два добавочных месяца.
Итог: После первого этапа в левой руке может оказаться 5 или 9 бирок, в одной из следующих комбинаций:
1 + 1 + 3;
1 + 2 + 2;
1 + 3 + 1;
1 + 4 + 4.
Эти стебли откладывают в сторону, а остальные бирки собирают в пучок, в котором может быть 40 или 44 стебля.
Второе изменение:
Повторить действия 1 — 4. Между пальцами левой руки оказывается 4 или 8 стеблей, в одной из комбинаций:
1 + 1 + 2;
1 + 2 + 1;
1 + 3 + 4;
1 + 4 + 3.
Стебли откладываются в сторону, остальные бирки собираются в пучок, в котором может быть 40, 36 или 32 стебля.
Третье изменение:
Повторить действия 1 — 4. Количество стеблей в руке и их комбинации те же, что и во втором изменении.
Стебли откладываются в сторону, остальные бирки собираются в пучок, в котором может быть 24, 28, 32 или 36 стеблей.
От этого пучка отсчитывают по четыре стебля, получается 6, 7, 8 или 9 пучков. Полученное число обозначает первую (нижнюю) черту гексаграммы.
6 пучков — Старая Инь
7 пучков — Молодой Ян
8 пучков — Молодая Инь
9 пучков — Старый Ян.
Для получения каждой следующей черты повторяют все три изменения ещё пять раз.
Если при гадании была получена хотя бы одна «старая» черта, то результатом гадания будут две гексаграммы.

## Вероятность выпадения чисел при гаданиях на стеблях и монетах
Кроме гадания на стеблях тысячелистника, существует способ гадания на монетах, возникший и получивший распространение гораздо позже. Ван дер Ближ подсчитал, что вероятность получения чисел «старых» и «молодых» ян и инь в двух способах гадания различна.
Вероятность при гадании на стеблях:
6 — 1/16
7 — 5/16
8 — 7/16
9 — 3/16
Вероятность при гадании на монетах:
6 — 1/8
7 — 3/8
8 — 3/8
9 — 1/8